# Lenguas shona
Las lenguas shona son un grupo filogenético codificado como S.10 en clasificación de Guthrie de las lenguas bantúes de acuerdo con Nurse & Philippson (2003). Las lenguas de este grupo son:
Shona (propiamente), Dema, Kalanga, Manyika, Ndau, Nambya, Tawara, Tewe.
Algunas clasificaciones las agrupan junto con otras lenguas de la zona S para formar en grupo bantú meridional.